# Norantea guianensis
Espèce
Synonymes
- Ascium aubletii Spreng.
- Ascium goyazense Steud.
- Ascium guianense (Aubl.) Oken
- Ascium japurense Steud.
- Ascium norantea Raeusch.
- Ascium paraense Steud.
- Ascium violaceum Vahl
- Norantea goyasensis Cambess.
- Norantea gracilis (Wittm.) V.A. Richt.
- Norantea guianensis var. goyasensis (Cambess.) G.L. Ferreira
- Norantea guianensis var. gracilis Wittm.
- Norantea japurensis Mart.
- Norantea paraensis Mart.
- Norantea zeledoniana Standl. & L.O. Williams[2]

Norantea guianensis est une espèce de plantes à fleurs de la famille des Marcgraviaceae, et qui est l'espèce type du genre Norantea Aubl..

## Noms vernaculaires
Au Guyana, on l'appelle Karakara (Arawak), Konopo yorokorï (Carib).
Au Suriname, on la nomme Rafroetéré (Sranan tongo), Djabra tere (Aukan), Karakàra, Karrakarra, Caracalla, Karagalla (Arawak), Konopo-jolokolo, Konòpo jolok'li, Nopojorogorli (Karib).
Au Venezuela on l'appelle Bejuco rabo de guacamayo, Guacamaya, Peine de morocoto, Rabo de guaca, Usibo akuanetete (Espagnol).
Elle est connue au Brésil sous le nom de Rabo de Arara, Trepadeira Rabo de Arara, Flor-de-papagaio, ou Norânteia.
D'autres appellations sont signalées : Queue d'ara, Fleur de Guyane, Vigne rouge (français), Red hot poker vine, Beacon, Red popcorn vine (anglais), Vid colombiana, Cola de guaca, Burriquito (espagnol).

## Description
Norantea guianensis est une grande liane ligneuse ou un arbuste, hémiépiphyte ou largement étalé au sol. Il produit un exsudat rouge peu abondant.
Ses feuilles disposées en spirale, portées par un pétiole long de (0,5)1-2 cm, présentent un limbe coriace, plus ou moins brillant dessus et terne dessous, de forme obovale-oblong à oblancéolé ou elliptique, mesurant 8-21 x 3,5-8,5 cm, avec 2 glandes basales, la base aiguë, cunéiforme ou atténuée, l'apex légèrement émarginé, mucroné, obtus, arrondi à aigu. Les marges sont entières, et légèrement révolutes. La fracture est non ciliée lorsque la feuille est brisée perpendiculairement à la nervure médiane.
On peut parfois observer quelques minuscules glandes (visibles à la loupe), sur la face abaxiale, vers l'apex, proche de la marge. La nervation est légèrement saillante sur le dessus, saillante en dessous lorsque la feuille est sèche.
L'inflorescence terminale est un racème dense, long d'environ 25–80(100) cm comportant 120–350 fleurs disposées sur un avec un rachis épais.
Chacune de ses nombreuses fleurs est pourvue d'une remarquable bractée nectarifère (nectaire), de couleur orange vif, rouge vif à pourpre, en forme de sac obovoïde, ovoïde-cylindrique ou cylindrique long de (1)2,5-4 cm, pendant sur un mince pétiole long de (0,5)1-1,5(2) cm et généralement adné à la moitié supérieure du pédicelle de la fleur qui mesure 3-6 mm de long.
La fleur mesure environ 0,5 cm de diamètre. Elle comporte des bractéoles insérées près de la base du calice, de forme ovale ou largement ovale, et ressemblant aux sépales, mais, beaucoup plus petites, obtuses ou arrondies. Les 5 sépales sont coriaces disposés en quinconce, de forme largement ovales ou semi-orbiculaires, mesurant jusqu'à 2 mm de long, parfois ciliolés le long de la partie apicale de leur marge.
Les 5 pétales obtus, ovales à ovales-oblongs, rougeâtre à violacé, mesurent 3-6 x 2-4 mm et sont libres à légèrement connés à la base et imbriqués dans le bourgeon (réfléchis à l'anthèse).
On compte 20-35(50) étamines, plus ou moins distinctement réunies en 5 faisceaux, fusionnées à la base des pétales.
Les filets sont filiformes à la base, élargis à section transversale triangulaire, dans la partie supérieure.
Les anthères sont linéaires à subsagittées et aiguës à l'apex. L'ovaire comporte 5(6) loges contenant chacune 10–20 ovules.
Le style court, épais et cylindrique, mesure 0,5 mm de long.
Le stigmate est lisse ou légèrement 5-lobé.
Le fruit est une capsule coriace ressemblant à une baie globuleuse, mesurant 0,5-1,5 cm de diamètre, assez rugueux à l'extérieur, apiculé par le style persistant, devient rougeâtre à maturité.
Ses petites graines subcylindriques, courbes, mesurent environ 3-4 mm de long, pour 1 mm d'épaisseur, et portent une testa réticulée, noire et brillante,,.

## Répartition
Norantea guianensis est présente du Costa Rica, au nord de l'Amérique du Sud en passant par la Jamaïque, les Petites Antilles, Trinidad et Tobago, la Colombie, le Venezuela, le Pérou, l'Équateur, le Guyana, le Suriname, la Guyane, et le Brésil tropical (Amapá, Amazonas, Rondônia, Roraima, Maranhão, Mato Grosso, Pará).

## Écologie
On rencontre communément Norantea guianensis du niveau de la mer à 600 m d'altitude, dans la lisière des savanes soumises au feu, les forêts humides de plaine, et les forêts marécageuses sur pégasse ou à palmiers-bâche (Mauritia flexuosa),,. En Guyane, il fleurit de décembre à février et fructifie en février-septembre.
Norantea guianensis présenterait des propriétés allélopathiques.
Les fleurs de Norantea guianensis contiendraient des glycosides de flavonol.
Les feuilles de Norantea guianensis présentent des adaptations à la sécheresse (épaississement de la nervure centrale, parois des cellules épidermiques foliaires adaxiales épaissies, à contour droit et avec des trichomes tecteurs).
Les fleurs de Norantea guianensis produisent un nectar très sucré, presque entièrement composé de fructose et de glucose, particulièrement apprécié par les tamarins à mains dorées (Saguinus midas), mais aussi par les kwata (Ateles paniscus) et les macaques bruns (Cebus apella),.
Norantea guianensis est une plante ornithochore et ornithogame. De nombreux oiseaux se nourrissent de son nectar, comme le Dacnis bleu, le Caliste rouverdin, le Sucrier à ventre jaune. Il s'agit d'une source significative de nectar pour le Guit-guit céruléen, le Guit-guit saï, le Tangara émeraude. Le Tangara à galons blancs récupère le nectar en perçant la base des nectaires.
L'anatomie du bois et des faisceaux conducteurs de Norantea guianensis ont été étudiés,.

## Utilisations
Norantea guianensis est une plante ornementale appréciée dans les jardins tropicaux.
Les Arawak du Guyana emploient Norantea guianensis comme remèdes pour soigner la diarrhée, la nausée et contre la fièvre.

## Taxons infra-spécifiques
- Norantea guianensis subsp. guianensis de la région Caraïbe et nord de l'Amérique du sud, qui a un pétiole plutôt court, des nectaires à lèvre apiculée, un orifice large, saillant, à base souvent bifide, devenant plutôt lisses lorsqu'ils sont secs.
- Norantea guianensis subsp. japurensis de la région du bassin amazonien, qui a un pétiole plutôt long, des nectaires sans lèvre apiculée, un orifice allongé ou ovale, devenant souvent papillaires-rugueux lorsqu'ils sont secs[6].
- Norantea guianensis var. goyasensis (Cambess.) G.L. Ferreira
- Norantea guianensis var. gracilis Wittm.

## Histoire naturelle

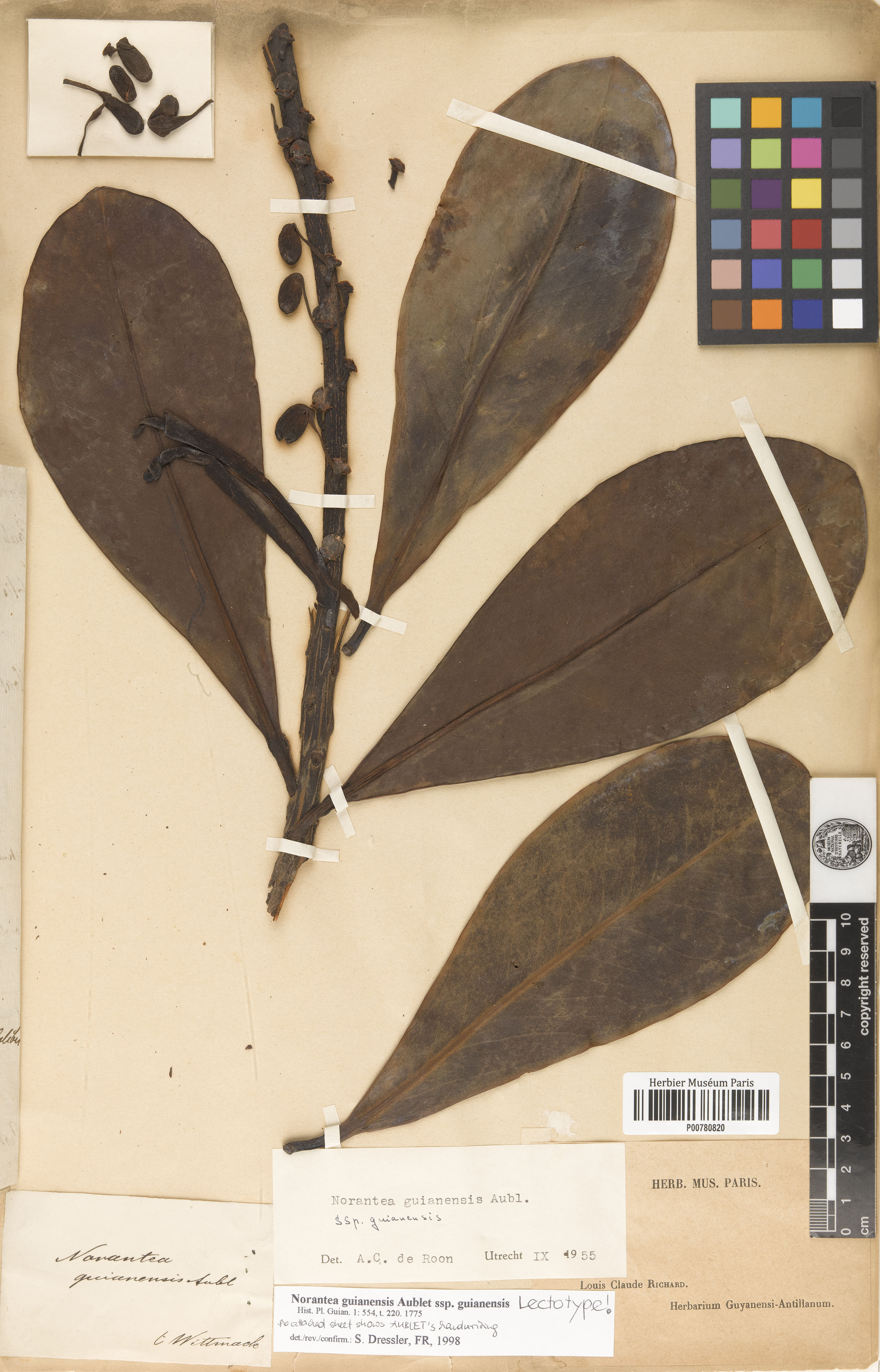
échantillon type collecté par Aublet en Guyane.

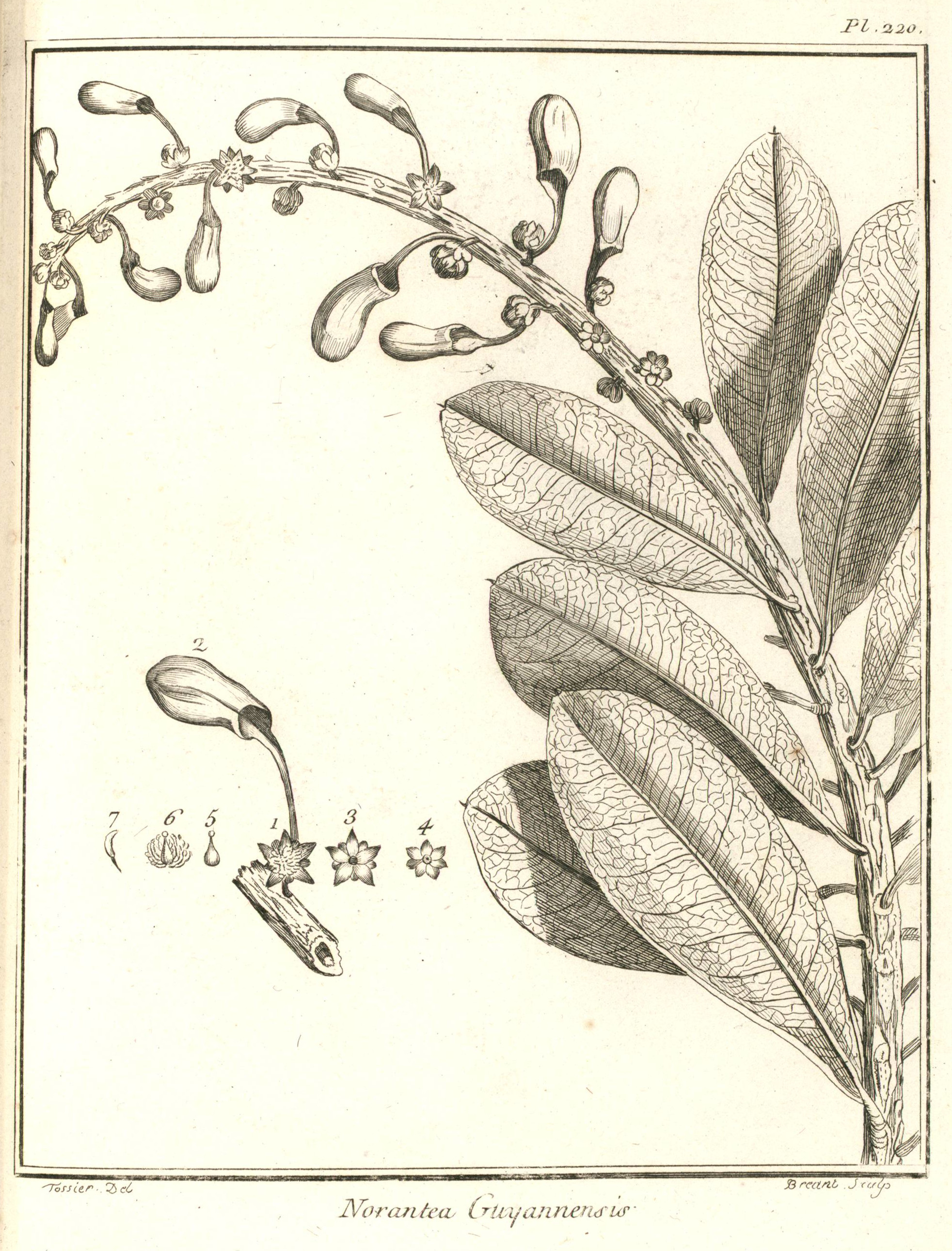
Norantea guianensis : Planche 220 accompagnant la description du genre Norantea par Aublet (1775) Les fleurs & les parties détachées ſont repréſentées de grandeur naturelle. - 1. Fleur épanouie. - 2. Corps creux en forme de poche. - 3. Corolle ſéparée des étamines & du piſtil. - 4. Calice. - 5. Piſtil. - 6. Piſtil. Étamines. - 7. Étamine ſéparée.

En 1775, le botaniste Aublet propose la diagnose suivante :
« NORANTEA Guianenſis. (Tabula 220.)

Arbor altiſſima octoginta pedibus & ampliùs data, ramos rectos proferens. Folia alterna, craſſa, brevi petiolata, ovata, integerrima, leviter emarginata, acumine terminata. Flores ſeſſiles, ſpicati ; ſpica longiſſima, incurva. Bractea calicina carnoſa, utricularis, coccinea. Calicis folia viridia, ad marginem tubentia. Corolla violacea. Fructum maturum non vidi.
Florebat Septembri.
Habitat in ſylvis paludoſis, propè prata Sinémari.

Nomen Caribæum CONORO ANTEGRI. »

« LE NORANTE de la Guiane. (Tabula 220.)
Le tronc de cet arbre s'élève à quatre-vingt pieds, ſur un pied & demi de diamètre. Son écorce eſt inégale, gerſée & marquée de petites côtes liſſes. Son bois eſt blanc, dur, le centre en eſt moelleux. Il pouſſe à ſon ſommet de longues branches droites, garnies de feuilles alternes, droites, entières, ovales, plus étroites à leur naiſſance, & terminées par une échancrure, du milieu de laquelle ſort une pointe ; elles ſont vertes, épaiſſes ; les plus grandes ont ſix pouces de longueur, ſur deux & demi de largeur. Leur pédicule eſt court, charnu, attaché à la branche au deſſus de deux petites côtes, qui ſe réuniſſent par le bas tout auprès de la naiſſance d'une autre feuille, ce qui forme ſur la branche une arrête ſaillante & tranchante.
La branche ſe termine par un épi de fleurs écartées les unes des autres ; elles ſont ſolitaires, preſque ſeſſiles.
Le calice eſt forme de cinq, ſix & ſept petites écailles coriaces, aiguës, de couleur verte, bordées de rouge. Il a à ſa naiſſance un corps particulier dont le pédoncule eſt long & dix lignes, & ſe termine en une poche charnue, longue, creuſé & ovoïde, de couleur de corail.
La corolle eſt à cinq pétales violets, fermés, aigus, attachés par un onglet au deſſous des étamines.
Les étamines ſont en grand nombre, rangées autour de la baſe du piſtil ; j'en ai compte depuis quarante juſqu'à cinquante, leur filet eſt vert, court, charnu & à trois angles. L'anthère eſt oblongue & à deux bourſes.
Le piſtil eſt un ovaire ovoïde, terminé par un stigmate arrondi.
L'ovaire, que je n'ai pas vu en maturité, n'a qu'une loge remplie de SEMENCES.
L'épi de fleur à deux pieds & demi de longueur, & eſt courbé pour l'ordinaire.
Les fleurs & les parties détachées ſont repréſentées de grandeur naturelle.
Cet arbre eſt nommé CONORO-ANTEGRI par les Galibis, à cauſe de la couleur rouge & violette de l'épi de fleur. Conora, dans leur langue exprime la couleur rouge ; c'eſt auſſi le nom qu'ils donnent au perroquet que nous appellons Ara.
Cet arbre croît dans les forêts éloignées d'une lieue du bord de la mer, & qui aboutiſſent aux ſavanes de Sinémari.
II étoit en fleur dans le mois de Septembre. »

— Fusée-Aublet, 1775.

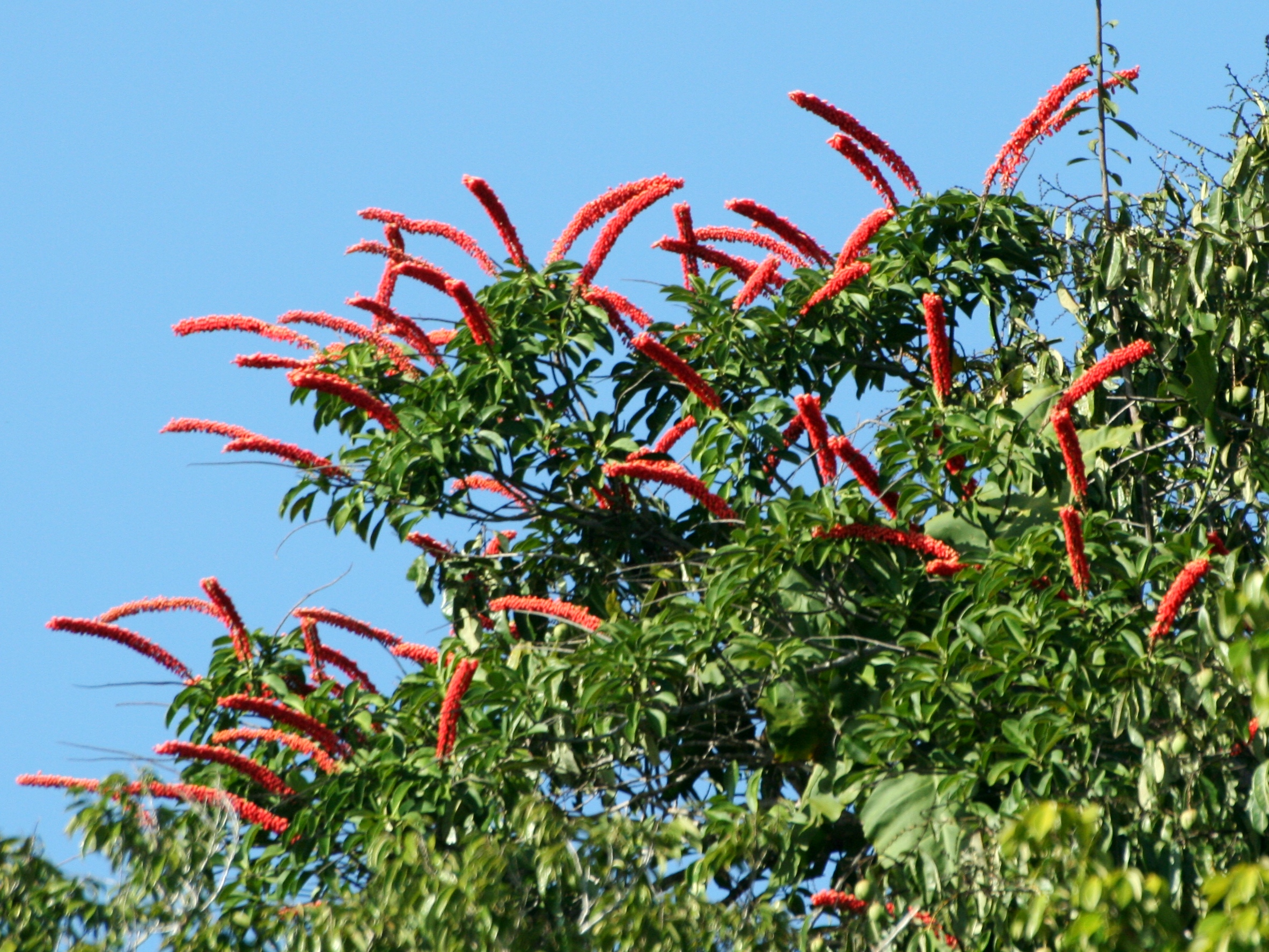
Houppier de Norantea guianensis dans la canopée au bord du Río Ventuari (Venezuela)
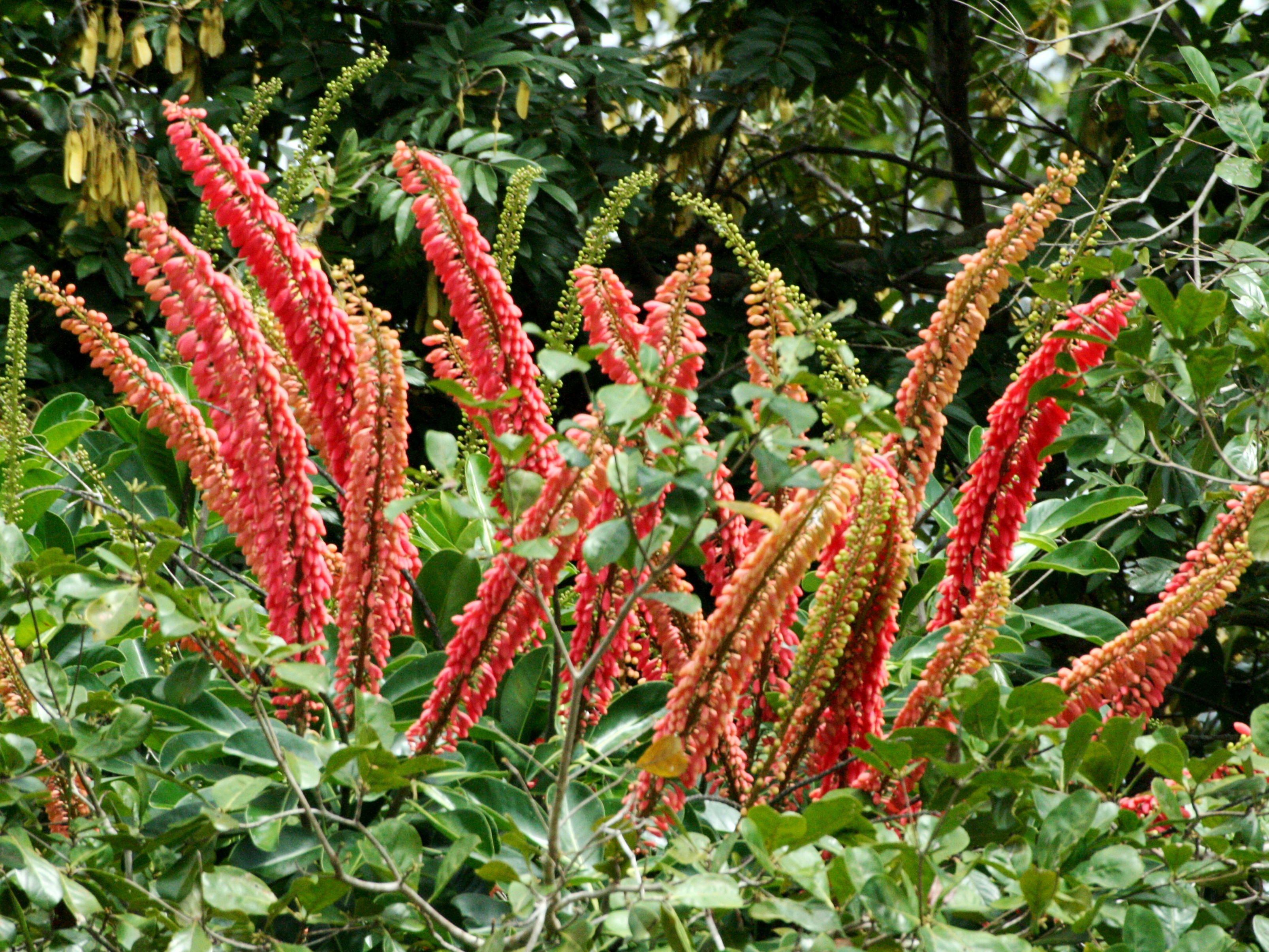
Inflorescences de Norantea guianensis
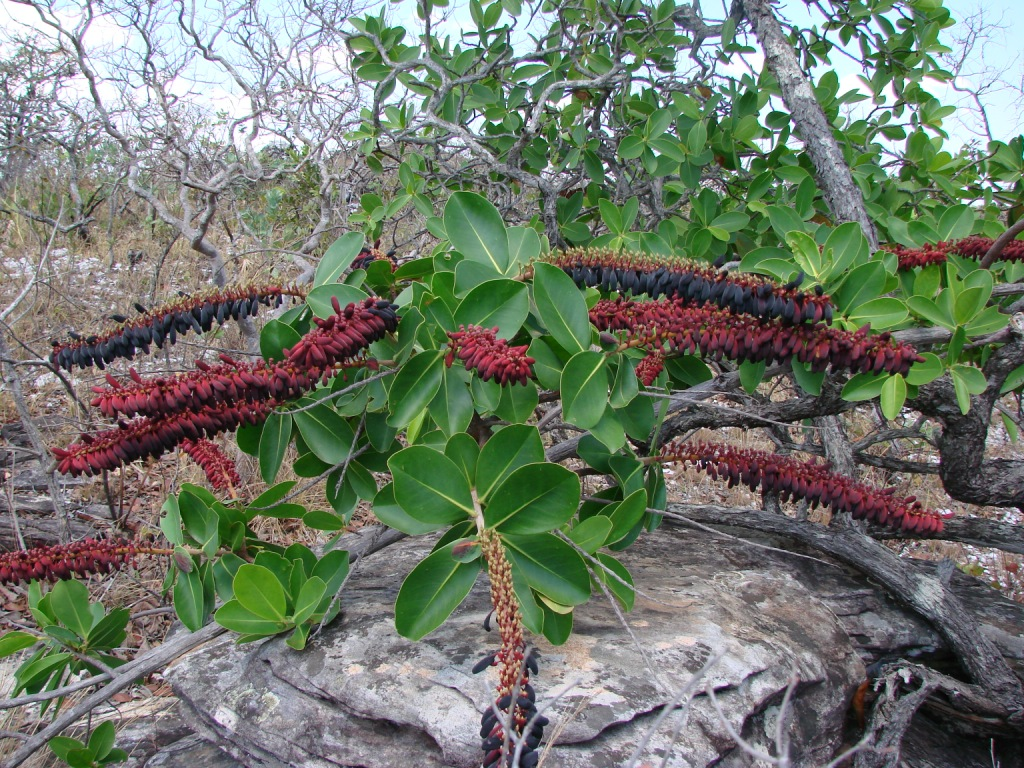
Pied de Norantea guianensis dans la Serra Dourada (Goias, Brésil)
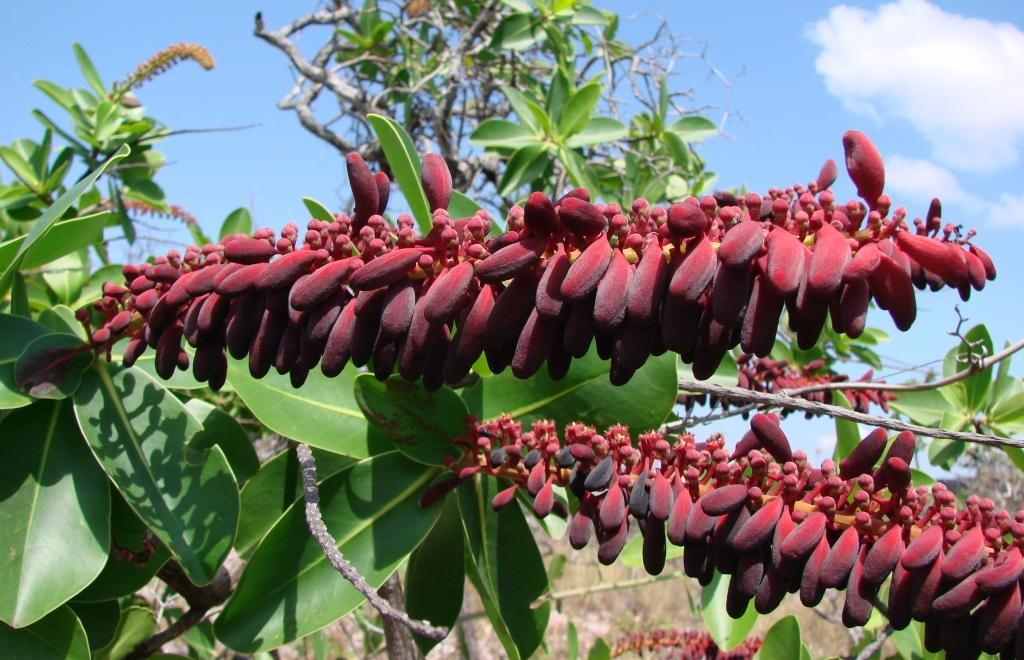
Inflorescence de Norantea guianensis
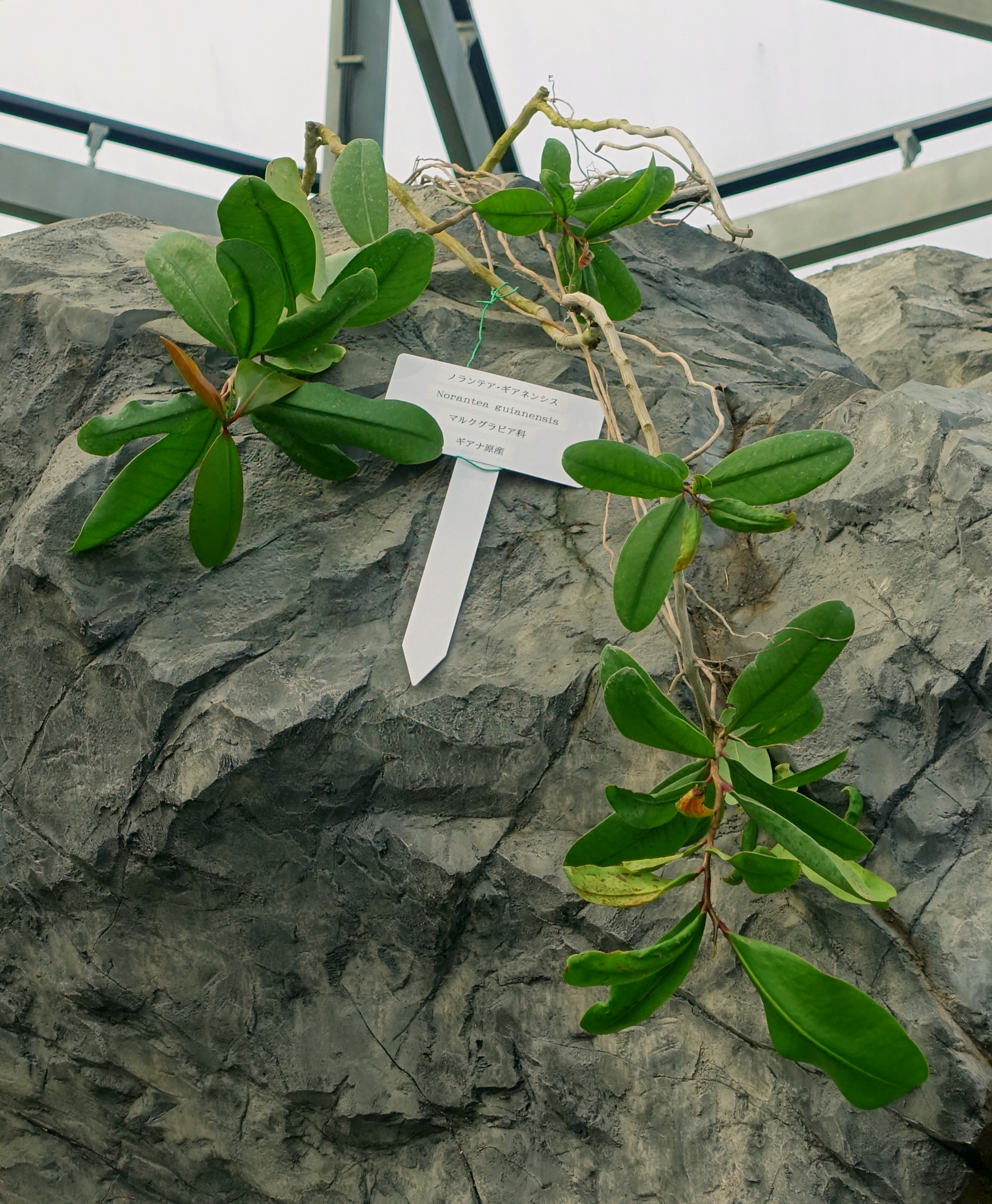
Jeune pied de Norantea guianensis dans la serre de Shinjuku Gyoen (Tokyo, Japon)
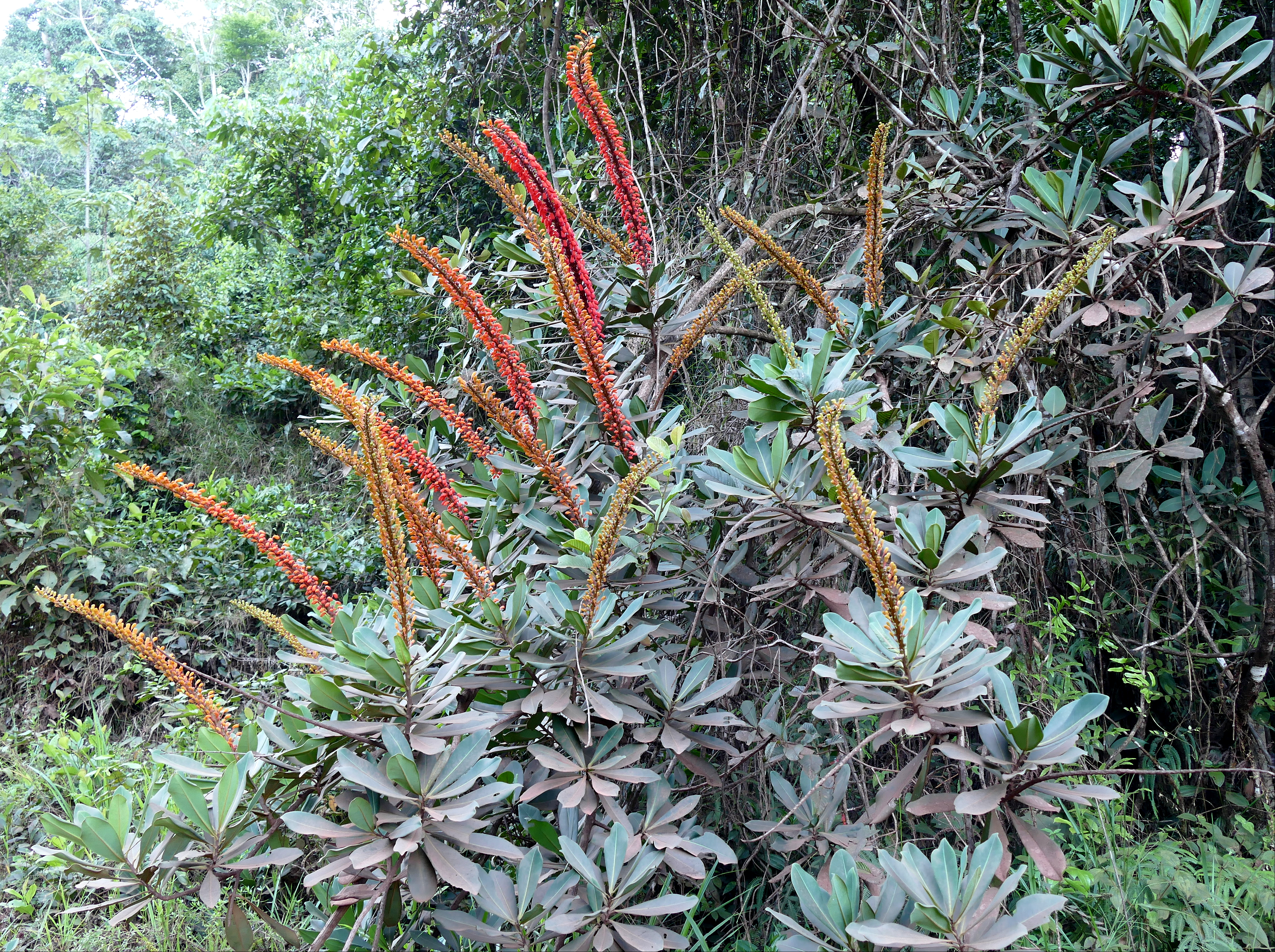
Pied de Norantea guianensis au bord de la Piste de Bélizon (Roura, Guyane)
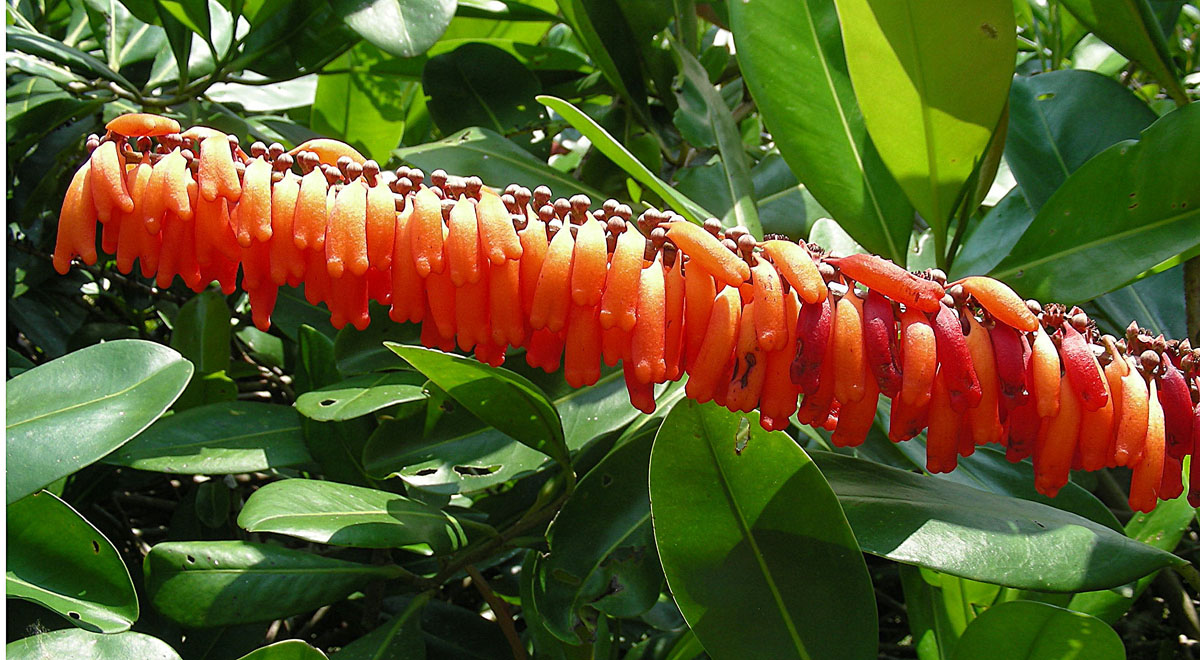
Nectaires de Norantea guianensis dans la région de Pereira (Colombie)
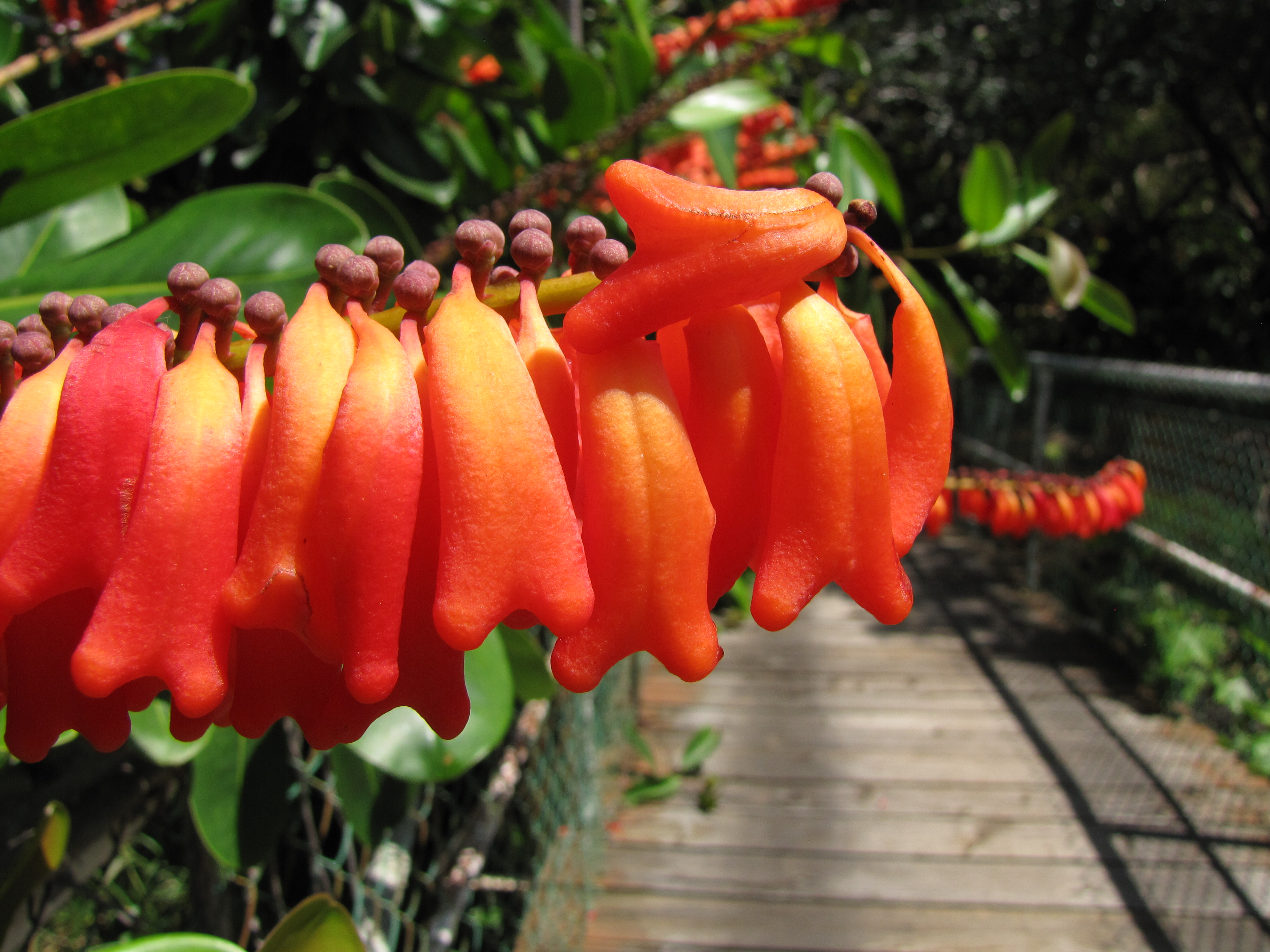
Détail de nectaires de Norantea guianensis cultivé au Iao Tropical Gardens (Maui, Hawaii)
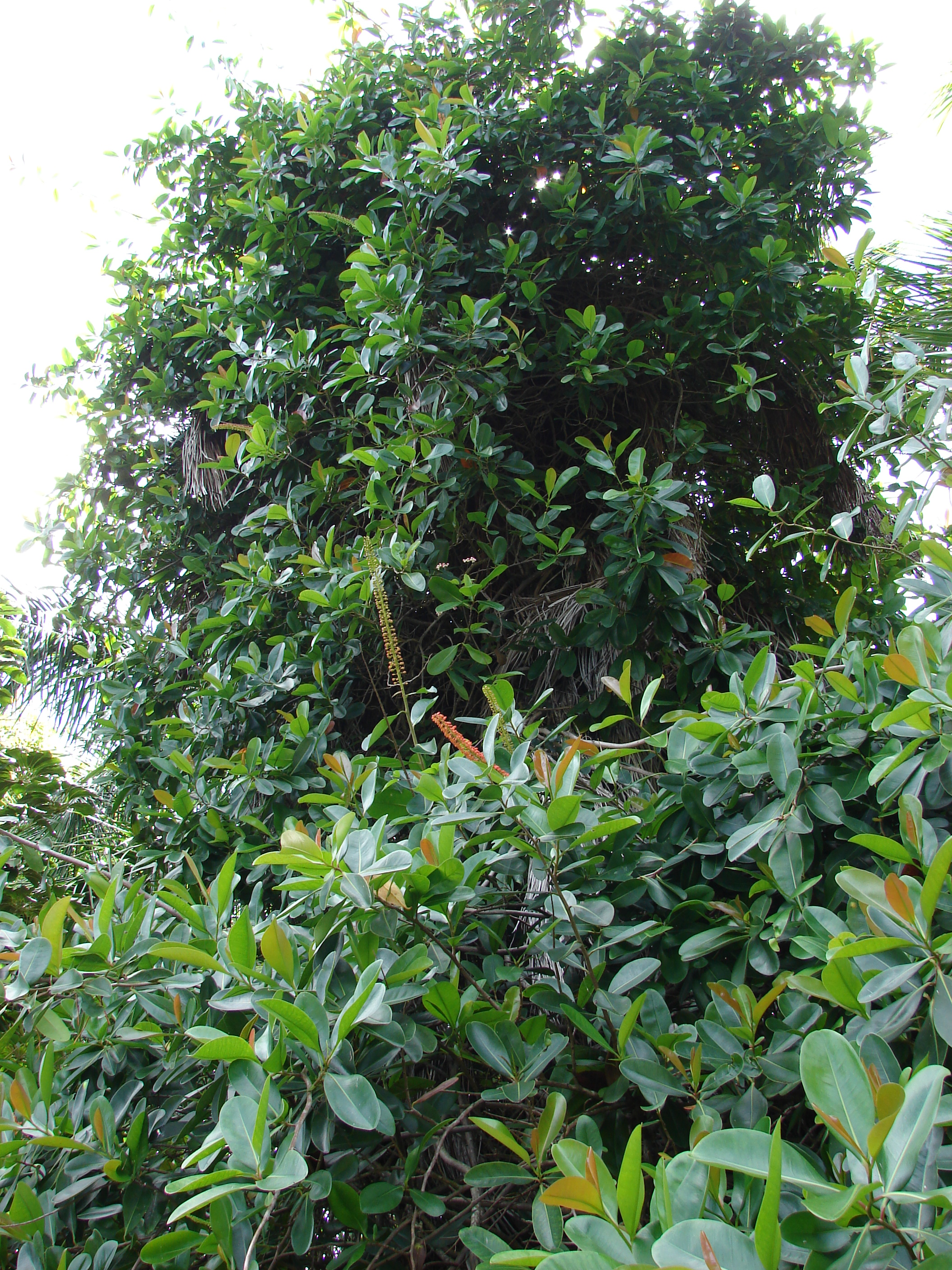
Pied de Norantea guianensis en culture au Hana Gardenland (Maui, Hawaii)
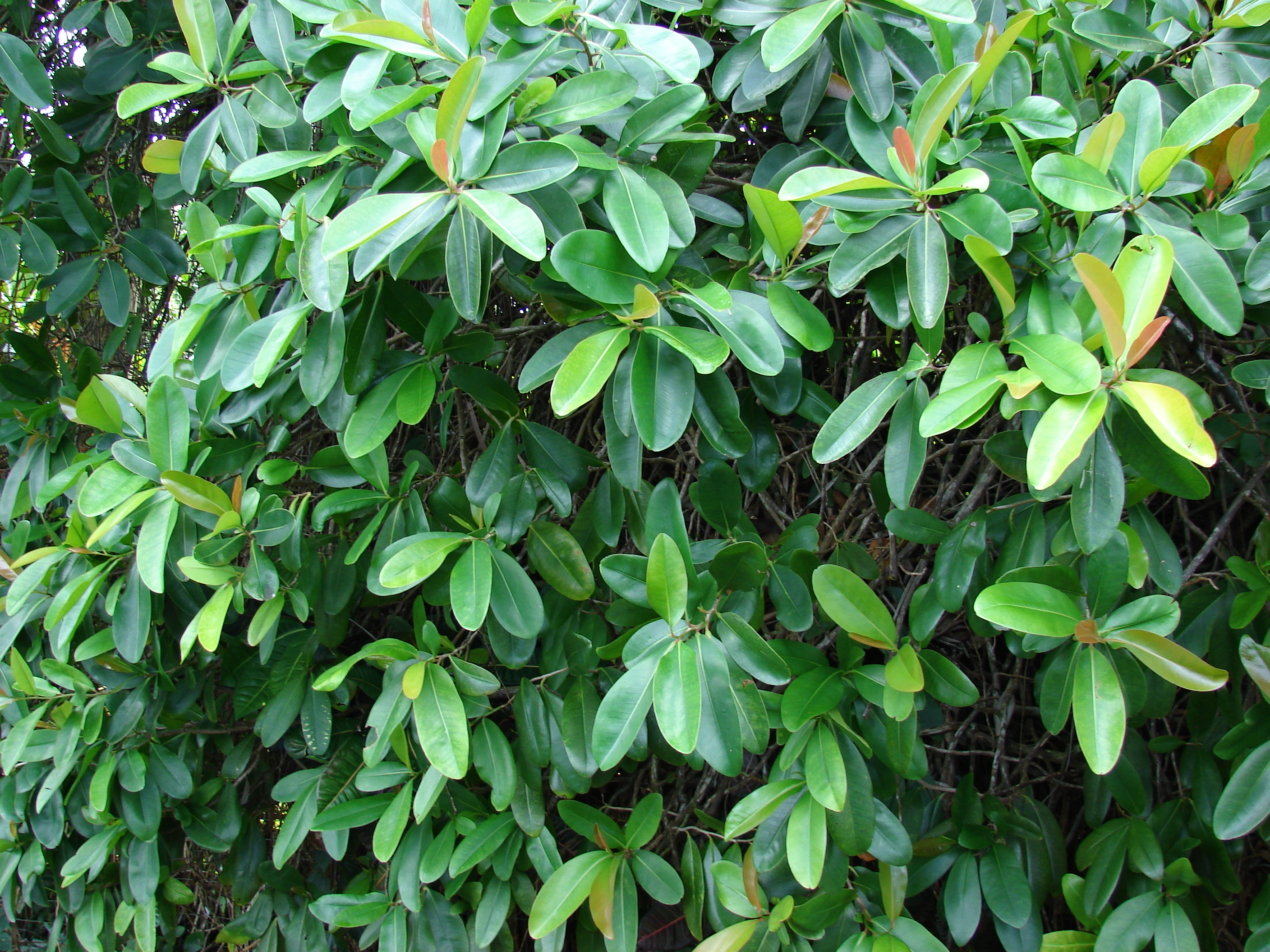
Feuillage de Norantea guianensis
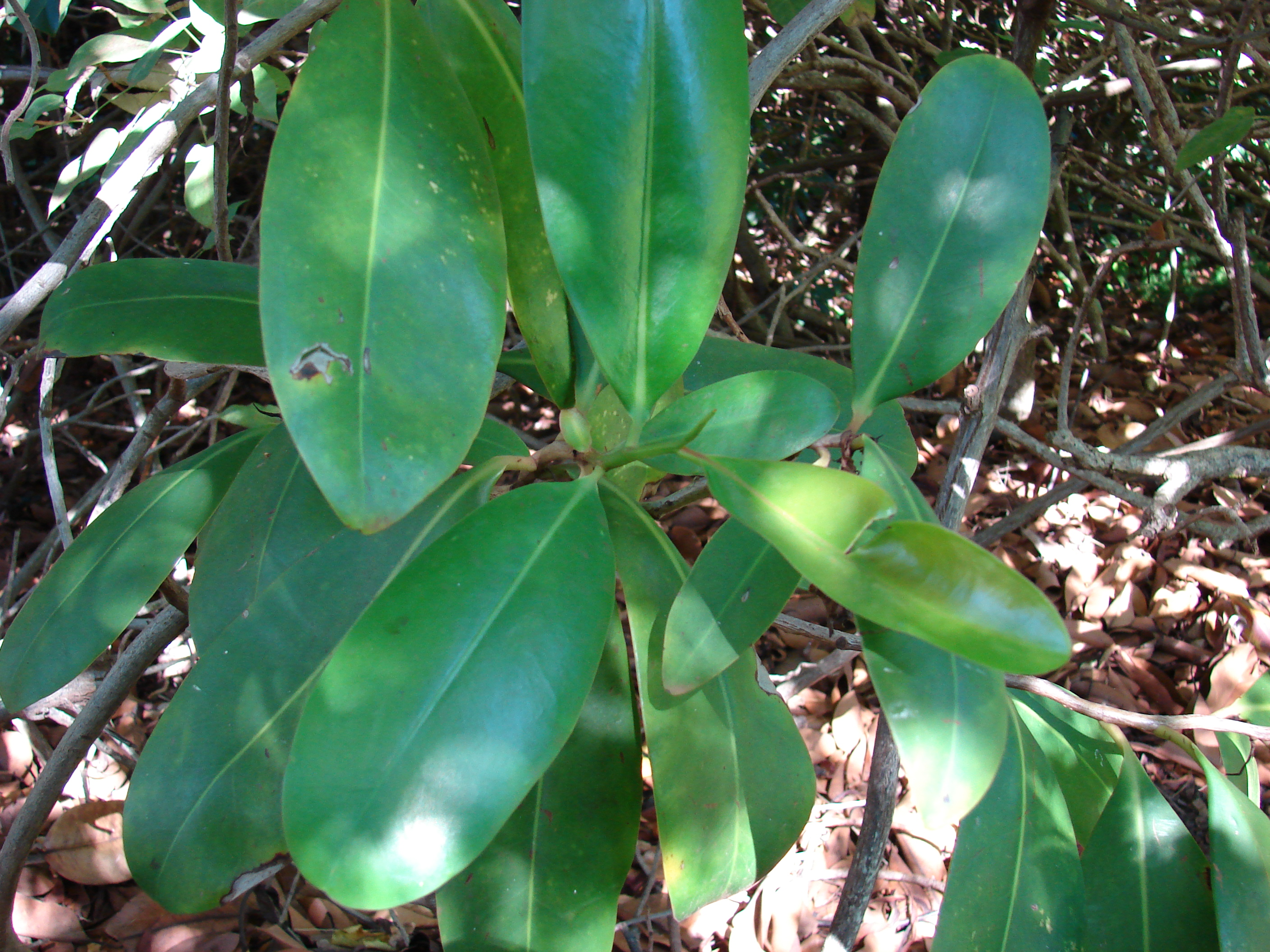
Feuilles de Norantea guianensis en culture au Enchanting Floral Gardens of Kula (Maui, Hawaii)
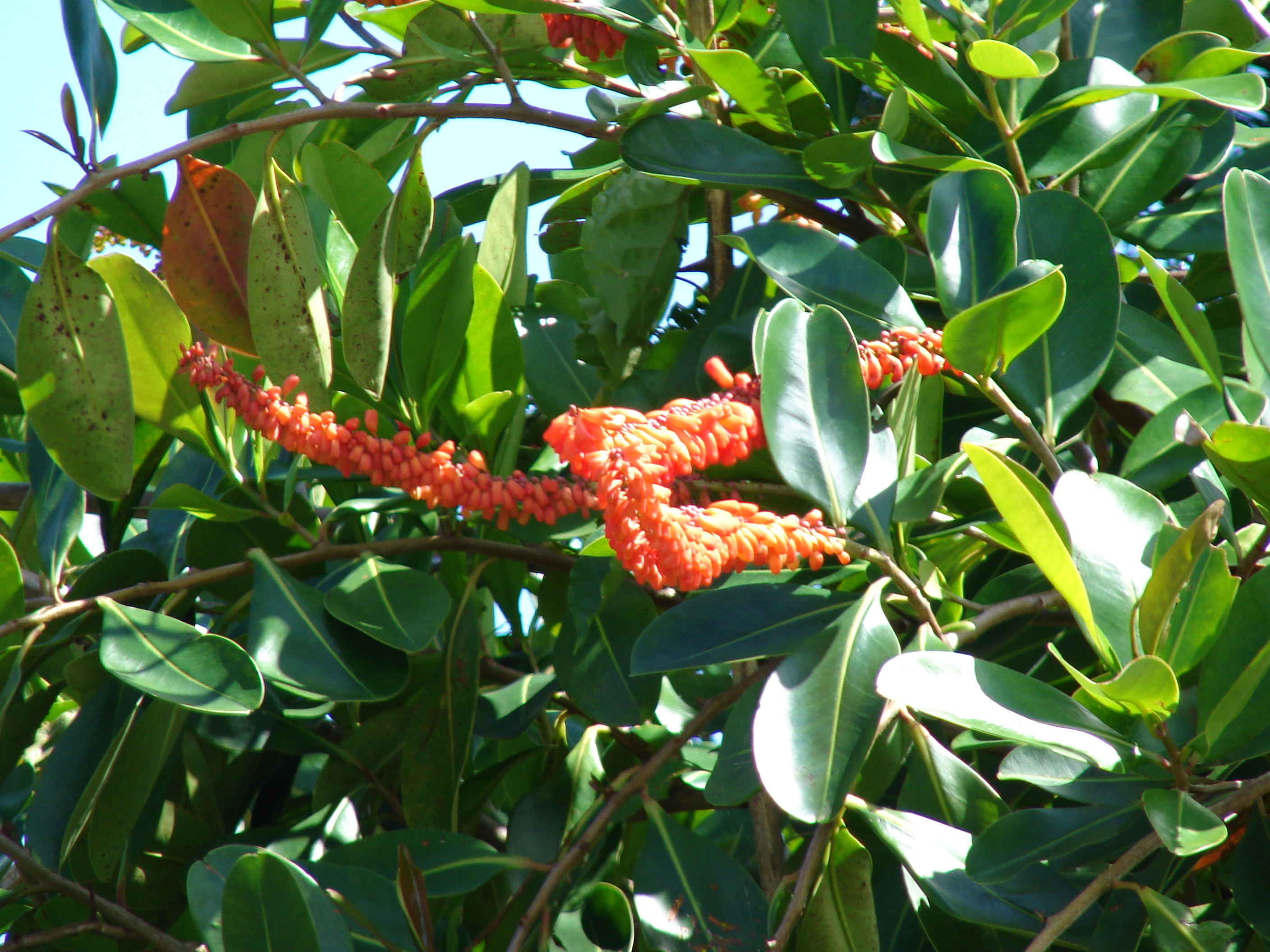
Inflorescences de Norantea guianensis à Huelo (Maui, Hawaii)
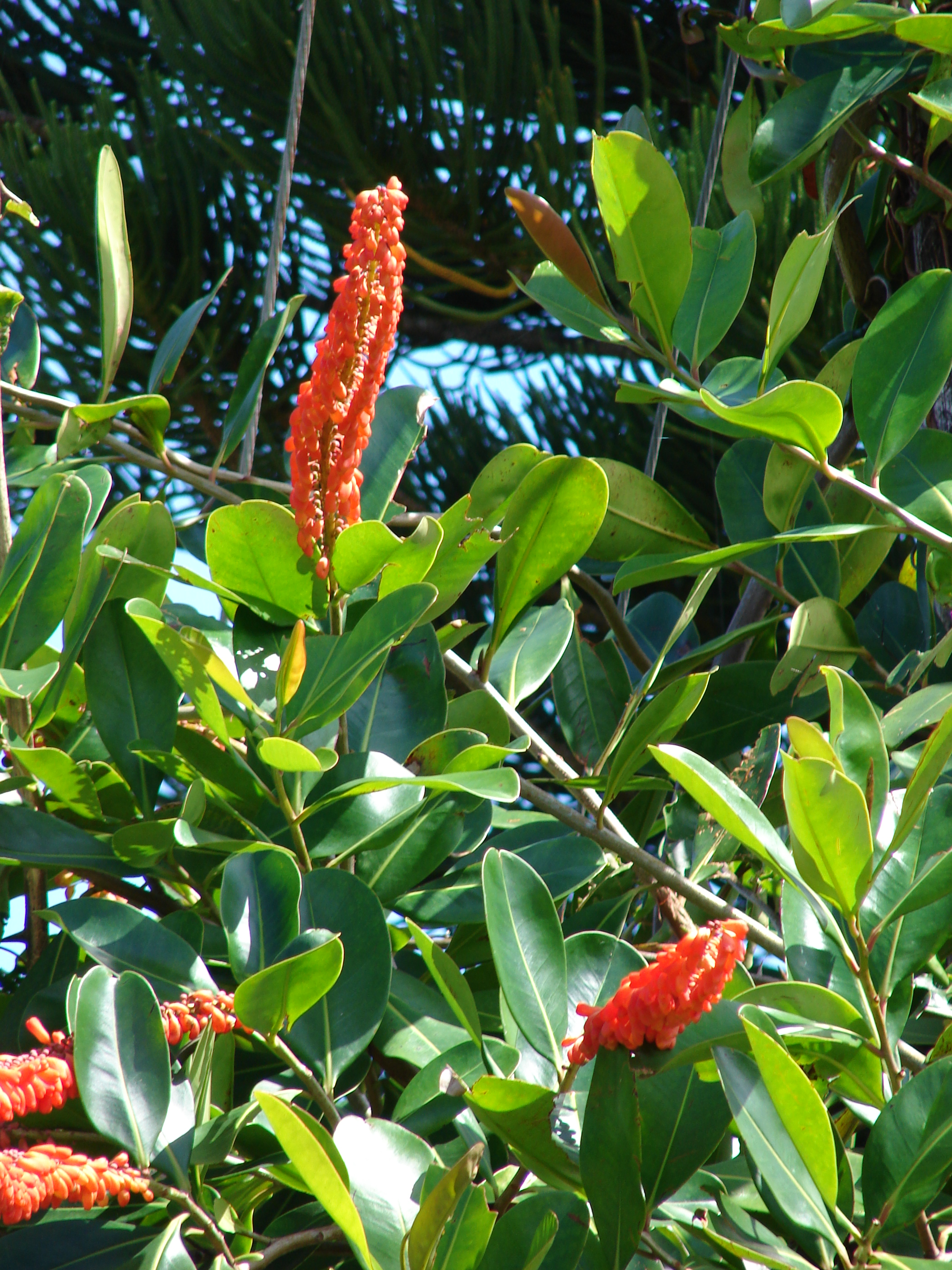
Inflorescences de Norantea guianensis